# Ginkaku-ji

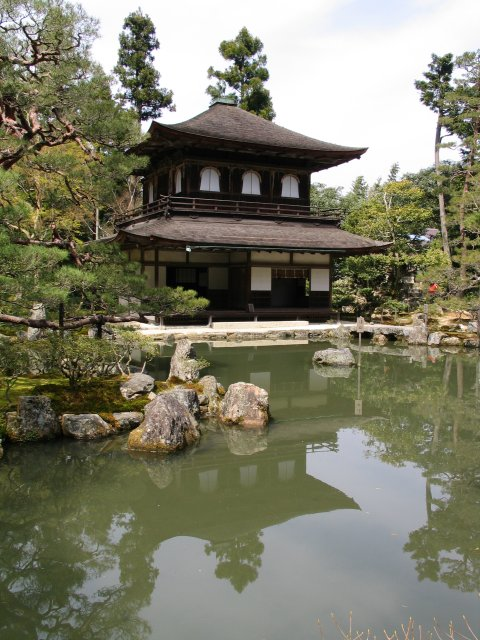
Der Kannon-den (Silberner Pavillon)

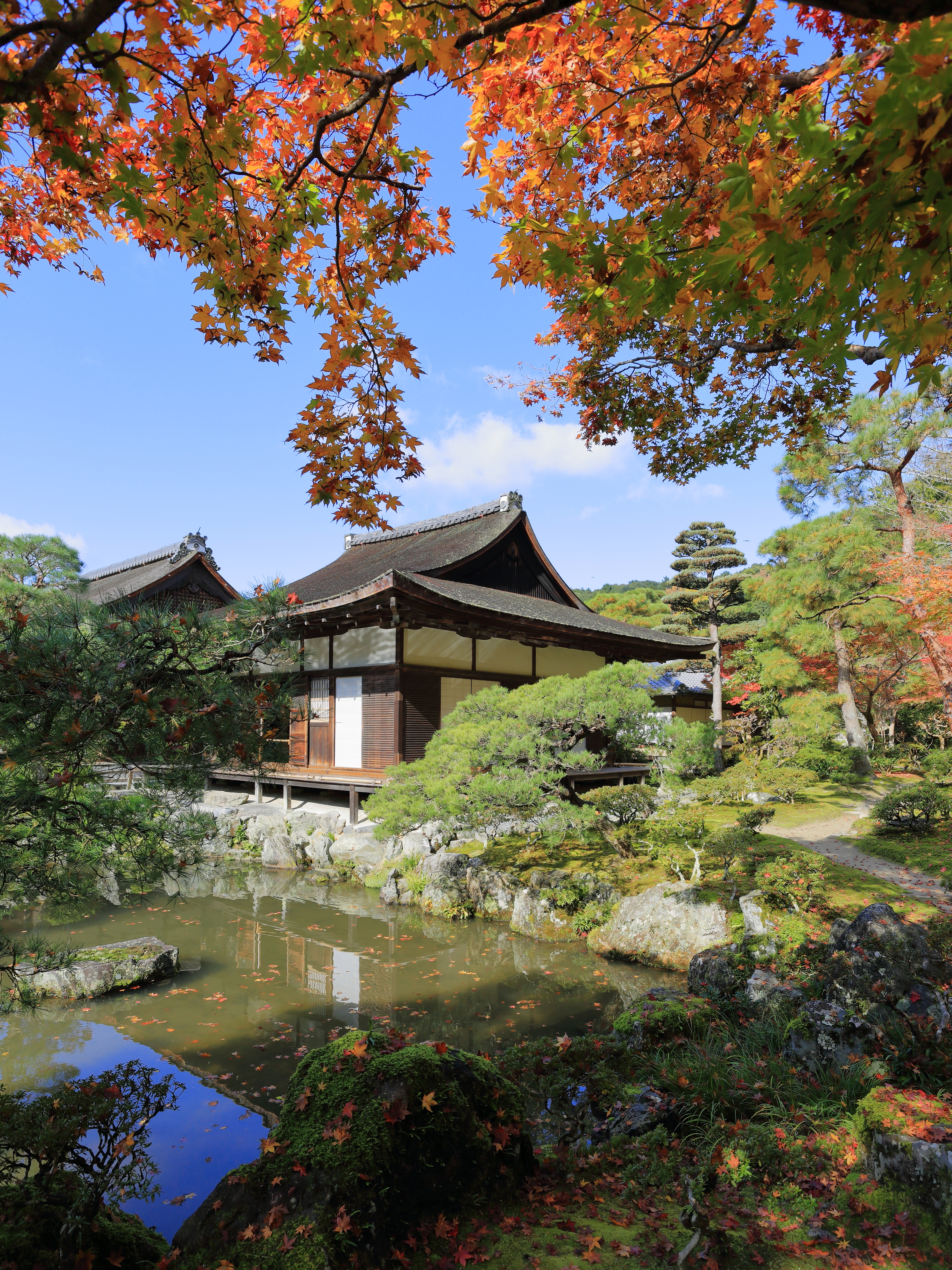
Der Tōgu-dō im Herbst

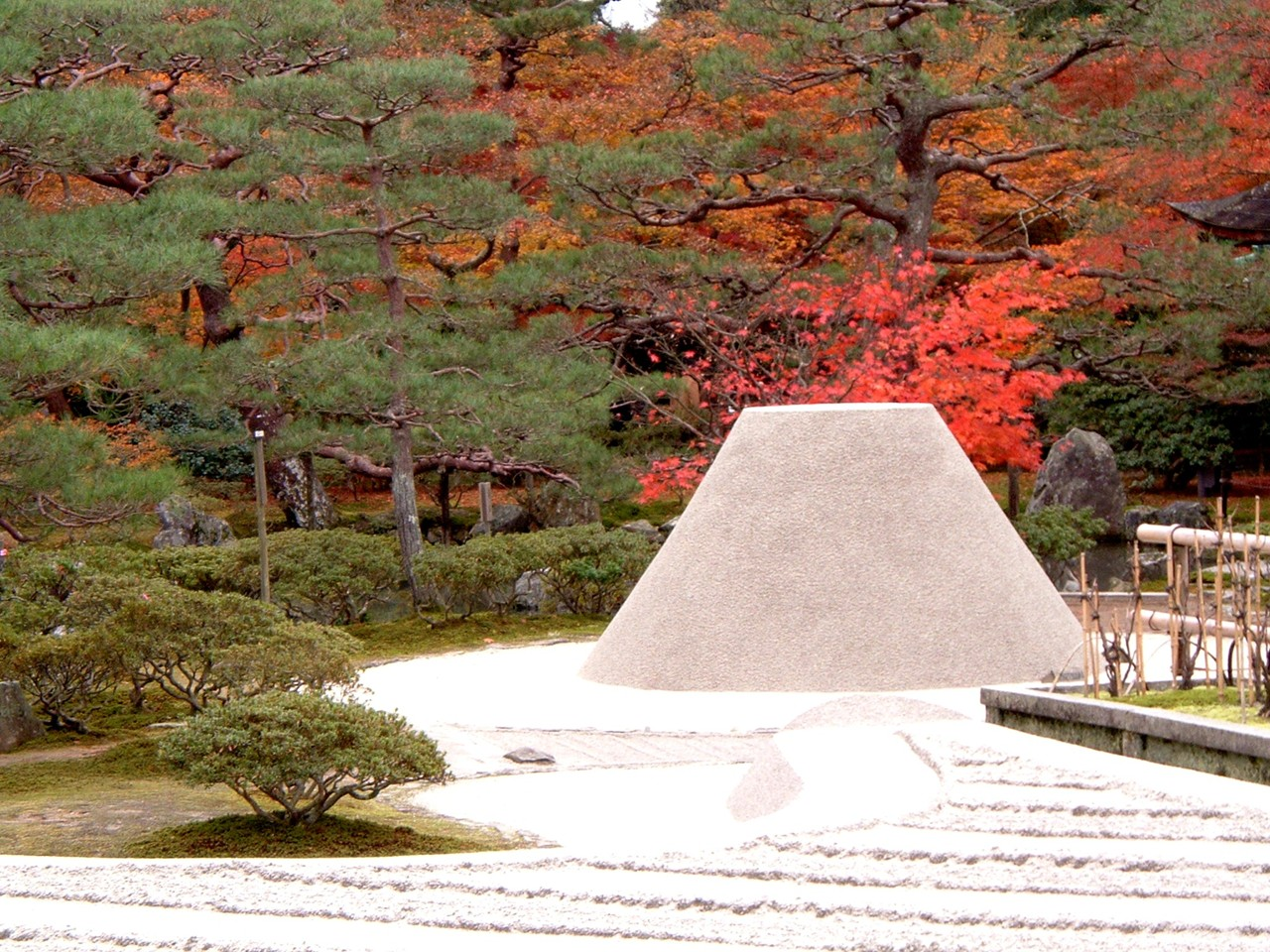
Kōgetsudai vor dem Kannon-den

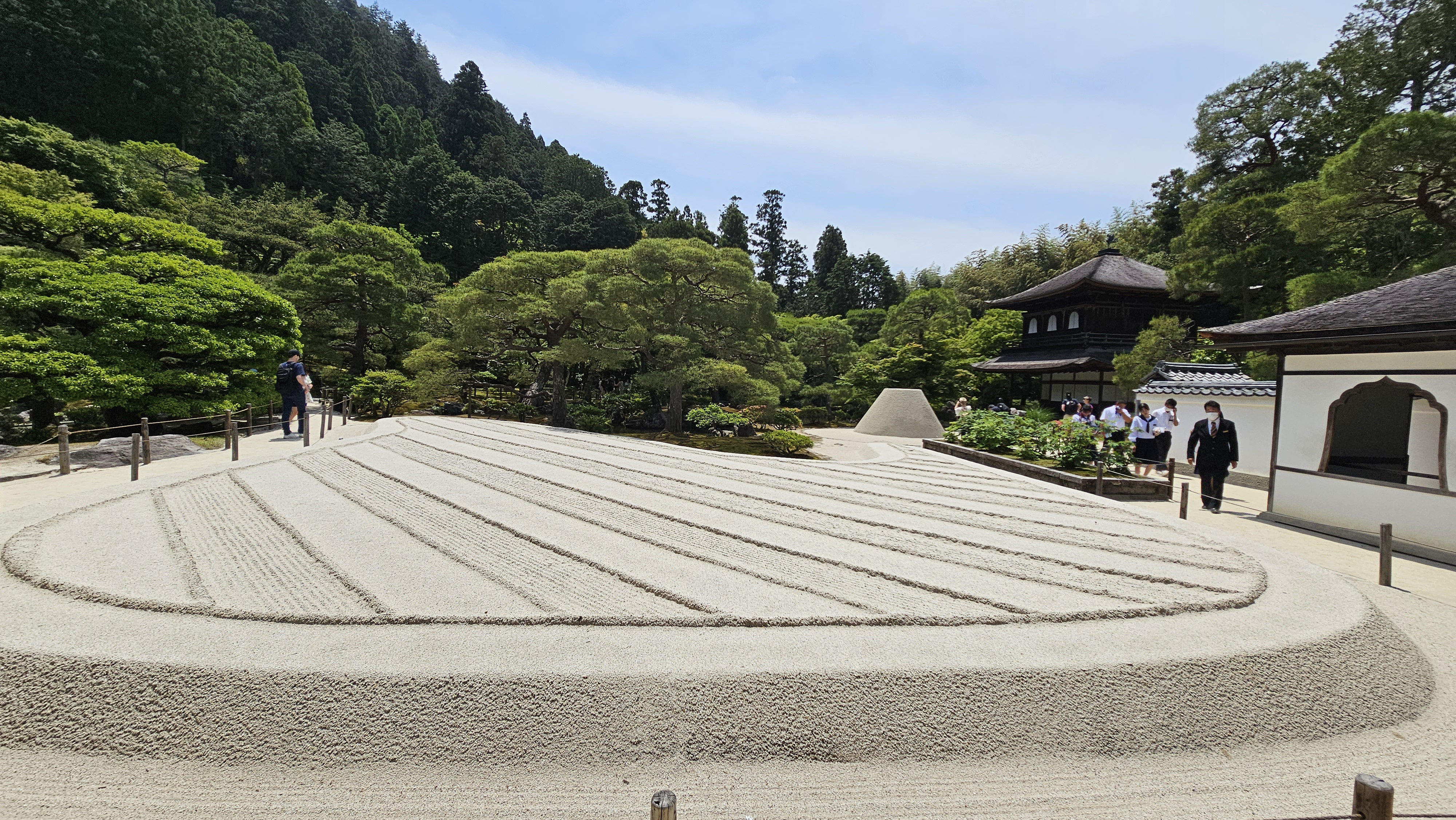
Zen-Garten

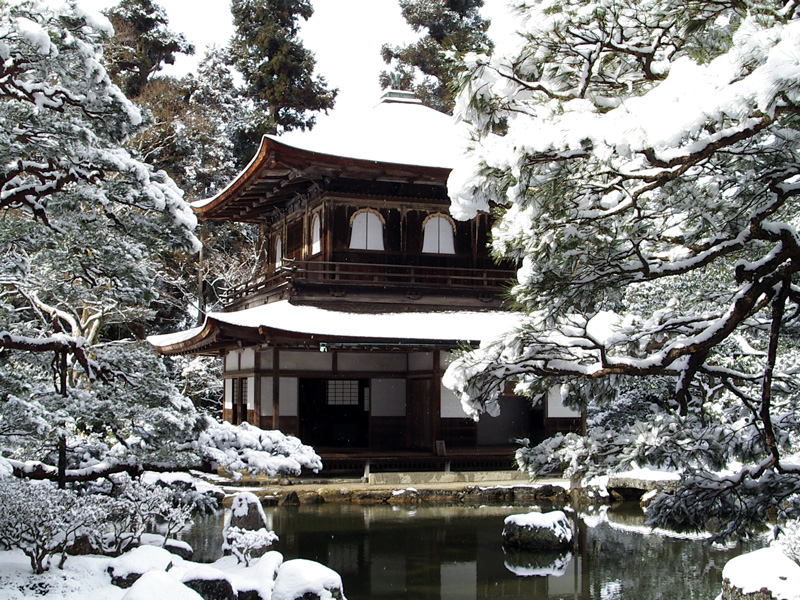
Der Kannon-den im Schnee

Der Jishō-ji (jap. 慈照寺), besser bekannt unter dem Namen Ginkaku-ji (銀閣寺, „Tempel des Silbernen Pavillons“), ist ein Zen-Tempel der Rinzai-shū im Nordosten der Stadt Kyōto. Er wurde 1482 von Shōgun Ashikaga Yoshimasa als Ruhesitz erbaut.

## Architektur
Zwei Gebäude der ursprünglichen Anlage, der Kannon-den und der Tōgu-dō, sind aus dem 15. Jh. erhalten. Der Garten stammt aus der Edo-Zeit. 
Der Kannon-den (観音殿, „Halle der Kannon“) ist das Symbol des Ginkaku-ji und wird meist Ginkaku (銀閣), „Silberner Pavillon“, genannt. Das Erdgeschoss ist im Shinden-Stil gebaut und wird Shinkūden (心空殿, „Halle der Leere“) genannt. Das Obergeschoss ist im Stil eines chinesischen Chan-Tempels gehalten und wird Chōonden (潮音閣, „Halle der tosenden Wellen“) genannt. Das Dach ist im Hyōgō-Stil gehalten.
Der Tōgu-dō (東求堂) ist ein frühes Beispiel der Shoin-Architektur. In ihm steht eine Skulptur von Yoshimasa und eine des Amida-nyōrai, die Eshin Sōzu zugeschrieben wird. Im Tōgu-dō befindet sich auch Dōjinsai (同仁斎), eines der ältesten Zimmer für Teezeremonie. Seine Gestaltung und Größe wurde zum Vorbild für nachfolgende Generationen.
Der Garten der Anlage ist vor allem für Ginshadan (銀沙灘, „See des Silbersandes“) und Kōgetsudai (向月台, „Mondschauplattform“) bekannt, die im Kontrast zum dunkleren Kannon-den stehen.

## Geschichte
Ashikaga Yoshimasa baute ab 1482 seinen Altersruhesitz auf dem Gelände des im Ōnin-Krieg abgebrannten Jōdo-ji der Tendai-shū, dessen Abt sein Bruder Ashikaga Yoshimi gewesen war. Nach dem Einzug Yoshimasas 1483 verlieh der Kaiser Go-Tsuchimikado der Anlage den Titel Higashiyama-dono (東山殿, „Higashiyama-Palast“). Der Baufortschritt schleppte sich aufgrund mangelnder Gelder und Yoshimasas Perfektionswünschen hin. Zu seinem Tod war der Bau noch unvollendet. Die Anlage wurde darauf, gemäß seinen Wünschen, zu einem Zen-Tempel umgestaltet und Jishō-ji genannt. Während der Unruhen der Sengoku-Zeit brannten viele der Gebäude auf dem Gelände ab.
Yoshimasa baute seinen Alterssitz als Rückzugsort von seinem politischen Leben als Shōgun. Es waren bis zu zehn Gebäude geplant, sie wurden jedoch nicht vollendet. Keines war für offizielle Tätigkeiten vorgesehen. Er gestaltete die Gebäude und den Garten nach seinen Interessen. Ursprünglich gestaltete Kanō Masanobu die Fusuma der Gebäude. Yoshimasa schuf durch seine künstlerischen Vorstellungen und die von ihm geförderten Künstler die prägende Higashiyama-Kultur. Sein Alterssitz entwickelte sich zum Zentrum der Higashiyama-Kultur und ist gleichzeitig ihr Inbegriff.
Der Name Ginkaku-ji („Silberner Pavillon“) ist in Anlehnung an den von Yoshimasas Großvater, Ashikaga Yoshimitsu, erbauten Rokuon-ji (鹿苑寺), populär Kinkaku-ji („Goldener Pavillon“), geprägt. Beide Tempel sind Untertempel des Shōkoku-ji der Rinzai-shū.
1952 wurde die Gartenanlage zur Besonderen historischen Stätte (tokubetsu shiseki) erklärt. Die UNESCO nahm 1994 den Ginkaku-ji zusammen mit anderen Stätten in das Weltkulturerbe Historisches Kyōto (Kyōto, Uji und Ōtsu) auf.